# Molenbuurt (Houten)
Molenbuurt is een buurtschap behorende tot de gemeente Houten, in de provincie Utrecht. Het ligt ten westen van het dorp Schalkwijk en wordt gerekend tot Tull en 't Waal.
In de buurtschap stond tussen ongeveer 1650 en 1916 een korenmolen. Deze Tullse of ook wel Biesbosche molen genoemd was een beltmolen. In de molenaarswoning (1672) werd vergaderd door het gerechtsbestuur en de latere gemeenteraad van Tull en 't Waal. Ook werden er huwelijken afgesloten.
Molenbuurt ligt op de viersprong tussen Fort Honswijk,  Schalkwijk, Tull en 't Waal en de polder Blokhoven. 
Het meest opvallende gebouw is het Werk aan de Korte Uitweg. Ten westen van de buurtschap loopt het inundatiekanaal. In de buurtschap is in 1886 een nieuwe school geopend ter vervanging van de scholen in Honswijk en 't Waal. Molenbuurt lag centraal en werd daarom uitgekozen. De school kreeg in 1922 de naam Michaëlschool. 
Kunstenaar Joop Moesman was inwoner van Molenbuurt.   
Dorpen: 't Goy · Houten · Schalkwijk · Tull en 't Waal

Buurtschappen: De Heul · Heemstede · Honswijk · Leebrug · Molenbuurt · Oud-Wulven · Wayen

Utrecht · Plaatsen in de provincie      Nederland · Provincies · Gemeenten